# Fairdealing
Fairdealing – jednostka osadnicza w Stanach Zjednoczonych, w stanie Missouri, w hrabstwie Ripley.